# Andrew Norwell
Andrew Norwell (geboren am 25. Oktober 1991 in Cincinnati, Ohio) ist ein ehemaliger US-amerikanischer American-Football-Spieler auf der Position des Guards. Er spielte College Football für die Ohio State University und stand zuletzt bei den Washington Commanders in der National Football League (NFL) unter Vertrag. Von 2014 bis 2017 spielte Norwell für die Carolina Panthers, mit denen er im Super Bowl 50 stand. Anschließend spielte er vier Jahre lang für die Jacksonville Jaguars.

## College
Norwell besuchte die Anderson High School in seiner Heimatstadt Cincinnati, Ohio, und ging anschließend auf die Ohio State University und spielte dort von 2010 bis 2013 College Football für die Ohio State Buckeyes. Er war ab 2011 Stammspieler und lief in 39 von 50 Spielen als Starter auf. In den Spielzeiten 2012 und 2013 wurde Norwell in das All-Star-Team der Big Ten Conference gewählt.

## NFL
Norwell wurde im NFL Draft 2014 nicht ausgewählt und anschließend als Undrafted Free Agent von den Carolina Panthers unter Vertrag genommen. Er wurde in den 53-Mann-Kader für die Regular Season aufgenommen, kam aber in den ersten sechs Spielen nicht zum Einsatz. Nach einer Verletzung von Trai Turner kam Norwell am siebten Spieltag gegen die Green Bay Packers zu seinem NFL-Debüt. Er konnte überzeugen und wurde daher in den verbleibenden neun Spielen der Regular Season als Starter eingesetzt. In der Saison 2015 zog Norwell mit den Panthers in den Super Bowl 50 ein und war dabei Starter auf der Position des Left Guards. Carolina unterlag den Denver Broncos mit 10:24. Nach der Saison 2016 hielten die Panthers Norwell mit einem Second-Round Tender, was ihm rund 2,75 Millionen Dollar für die folgende Spielzeit einbrachte. In der Saison 2017 wurde Norwell in das All-Pro-Team von Associated Press gewählt.
Im März 2018 unterschrieb Norwell einen Fünfjahresvertrag über 66,5 Millionen Dollar bei den Jacksonville Jaguars und wurde damit zum bestbezahlten Spieler auf seiner Position. In vier Spielzeiten für Jacksonville lief er in 57 von 65 möglichen Spielen der Regular Season als Starter auf.
Am 17. März 2022 nahmen die Washington Commanders Norwell unter Vertrag. Er erhielt einen Zweijahresvertrag im Wert von 10 Millionen US-Dollar und bestritt für die Commanders 16 Spiele als Starter. Am 24. Juli 2023 entließen die Commanders Norwell.

## Persönliches
Sein älterer Bruder Chris Norwell spielte College Football für die University of Illinois und wurde 2008 ebenfalls als Undrafted Free Agent von den New England Patriots verpflichtet, konnte sich dort aber nicht etablieren.